# Columbèl·lids
Els columbèl·lids (Columbellidae) són una família de gasteròpodes de l'ordre Neogastropoda descrita per primera vegada l'any 1840 per William John Swainson.

## Distribució
Les espècies d'aquesta família es troben a tot el món, però són especialment abundants en les costes tropicals i subtropicals.

## Descripció
Els columbèl·lids (Columbellidae) tenen els ulls a la base dels tentacles, que són llargs i prims. L'opercle és allargat i petit; és absent en algunes espècies. El peu és gran i allargat, estretit al darrere. La glàndula de Leiblein és petita, la imparella pot faltar i la rectal és absent. El penis és tubular, eixamplat a la base, i s'allotja en una depressió especial al sostre de la cavitat pal·lial.

## Gèneres
Segons GBIF hi ha un total de xx gèneres acceptats:
- Alcira H.Adams, 1861
- Alia Adams & A.Adams, 1853
- Amphissa Adams & A.Adams, 1853
- Anachis Adams & A.Adams, 1853
- Antimitrella Powell, 1937
- Antizafra Finlay, 1926
- Aoteatilia Powell, 1939
- Ascalista Drivas & Jay, 1990
- Astyris H.Adams & A.Adams, 1853
- Auingeria Harzhauser & Landau, 2021
- Bathyglypta Pelorce, 2017
- Bellacolumbella Harzhauser & Landau, 2021
- Bifurcium P.Fischer, 1884
- Cilara Thiele, 1924
- Clathranachis Kuroda & Habe, 1954
- Clavistrombina P.Jung, 1989
- Clinurella Sacco, 1890
- Colombellina d'Orbigny, 1843
- Columbella Lamarck, 1799
- Conella Swainson, 1840
- Cosmioconcha Dall, 1913
- Costoanachis Sacco, 1890
- Cotonopsis Olsson, 1942
- Decipifus Olsson & McGinty, 1958
- Defensina Harzhauser & Landau, 2021
- Euplica Dall, 1889
- Eurypyrene Woodring, 1928
- Euspiralta K.Monsecour & Pelorce, 2013
- Exaesopus deMaintenon, 2019
- Exomilopsis Powell, 1964
- Falsuszafrona Pelorce, 2020
- Gatliffena Iredale, 1929
- Glyptanachis Pilsbry & H.N.Lowe, 1932
- Graphicomassa Iredale, 1929
- Indomitrella Oostingh, 1940
- Ithiaesopus Olsson & Harbison, 1953
- Liratilia Finlay, 1926
- Macrozafra Finlay, 1926
- Martaia Harzhauser & Landau, 2021
- Mazatlania Dall, 1900
- Metanachis Thiele, 1924
- Metulella Gabb, 1873
- Microcithara P.Fischer, 1884
- Minimanachis Pelorce, 2020
- Mitrella Risso, 1826
- Mitropsis Pease, 1868
- Mokumea Habe, 1991
- Nassarina Dall, 1889
- Nitidella Swainson, 1840
- Nodochila Rehder, 1980
- Orthurella Sacco, 1890
- Parametaria Dall, 1916
- Pardalinops deMaintenon, 2008
- Parvanachis Radwin, 1968
- Parviterebra Pilsbry, 1904
- Paxula Finlay, 1926
- Pictocolumbella Habe, 1945
- Pleurifera Drivas & Jay, 1997
- Pseudamycla Pace, 1902
- Pseudanachis Thiele, 1924
- Pyrene Röding, 1798
- Pyreneola Iredale, 1918
- Ramoliva Cotton & Godfrey, 1932
- Redfernella Espinosa & Ortea, 2020
- Retizafra Hedley, 1913
- Rhombinella Radwin, 1968
- Ruthia Shasky, 1970
- Salitra Marincovich, 1973
- Scabrella Sacco, 1890
- Seminella Pease, 1868
- Sincola Olsson & Harbison, 1953
- Steironepion Pilsbry & H.N.Lowe, 1932
- Strombina Mörch, 1852
- Strombinella Dall, 1896
- Sulcomitrella Kuroda, Habe & Oyama, 1971
- Suturoglypta Radwin, 1968
- Thiarella Sacco, 1890
- Trahaldia Pacaud, 2017
- Turrijaumelia Sarasúa, 1975
- Urpiella Arias Ávila, 2021
- Zafra A.Adams, 1860
- Zafrona Iredale, 1916
- Zanassarina Pilsbry & H.N.Lowe, 1932
- Zella Iredale, 1924
- Zemitrella Finlay, 1926
- Zetekia Dall, 1918